# EuroBasket de 2011
O EuroBasket 2011 foi a trigésima sétima edição do torneio continental da FIBA Europa nesta ocasião sediada na Lituânia nas cidades de Alytus, Kaunas, Vilnius, Panevėžys, Šiauliai, Klaipėda. Aos finalistas, Espanha e França, foi garantido duas vagas no Torneio Olímpico de Basquetebol Masculino nos Jogos Olímpicos de Verão de 2012 em Londres. O MVP da competição foi o espanhol Juan Carlos Navarro com médias de 18.7 pontos, 1.5 rebotes e 3.0 assistências por jogo.

## Sedes

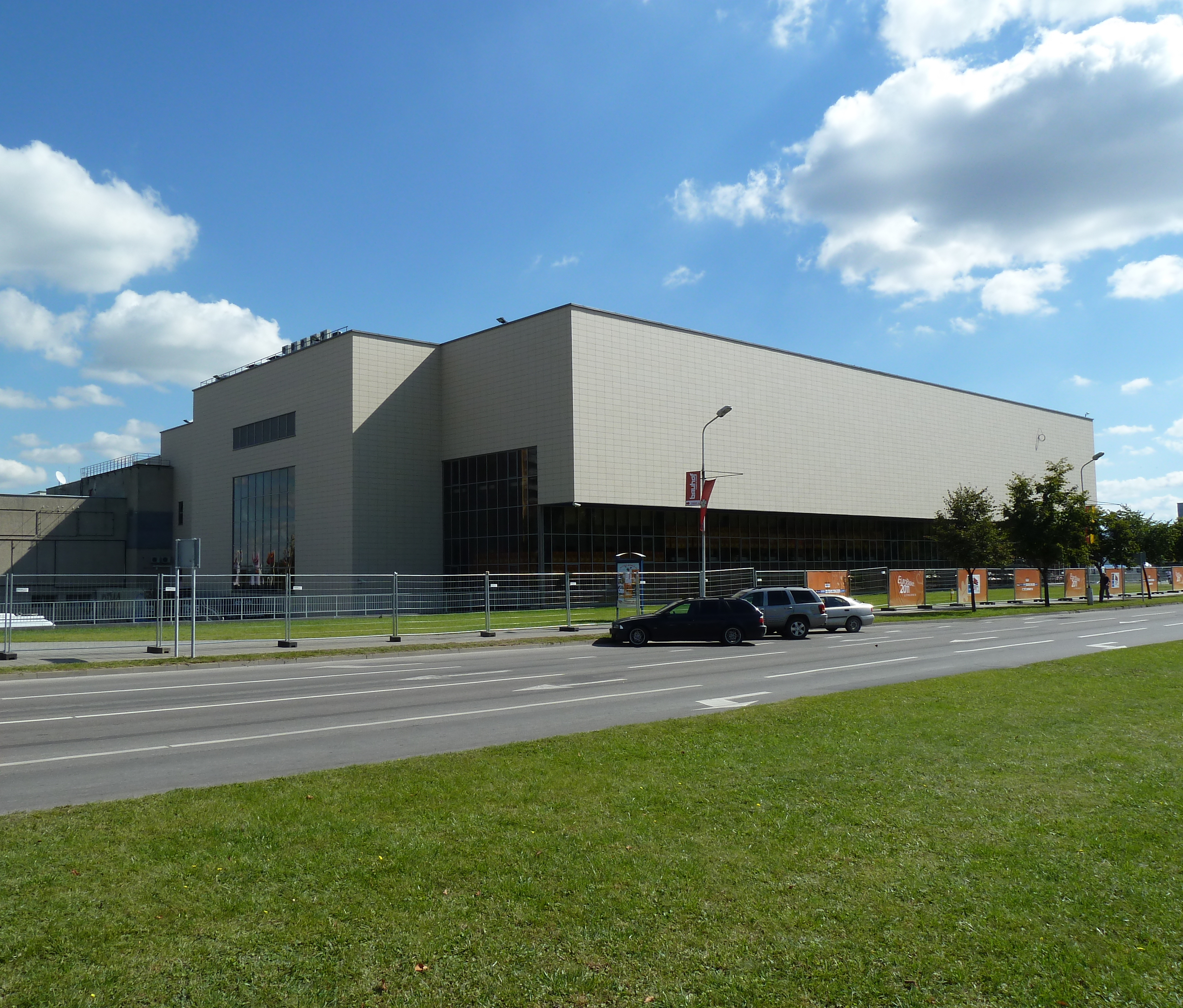
Alytus Arena (5.500)
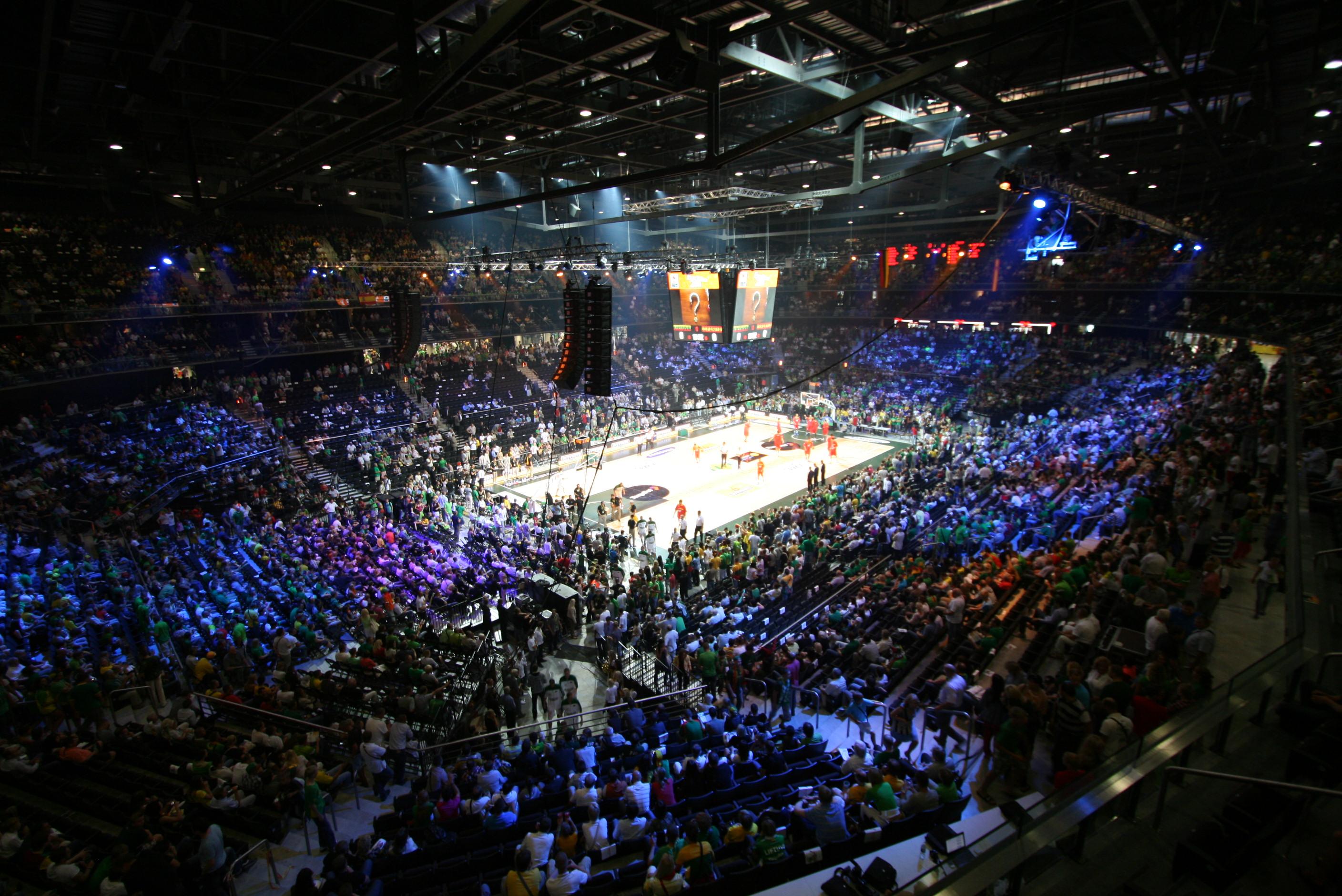
Žalgiris Arena (15.442)
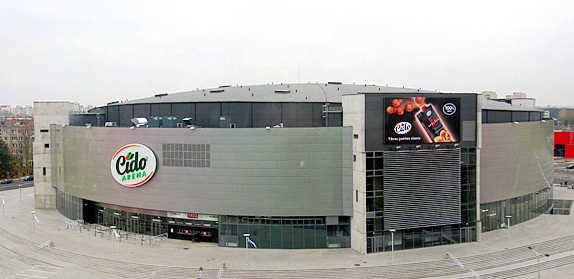
Cido Arena (5.656)
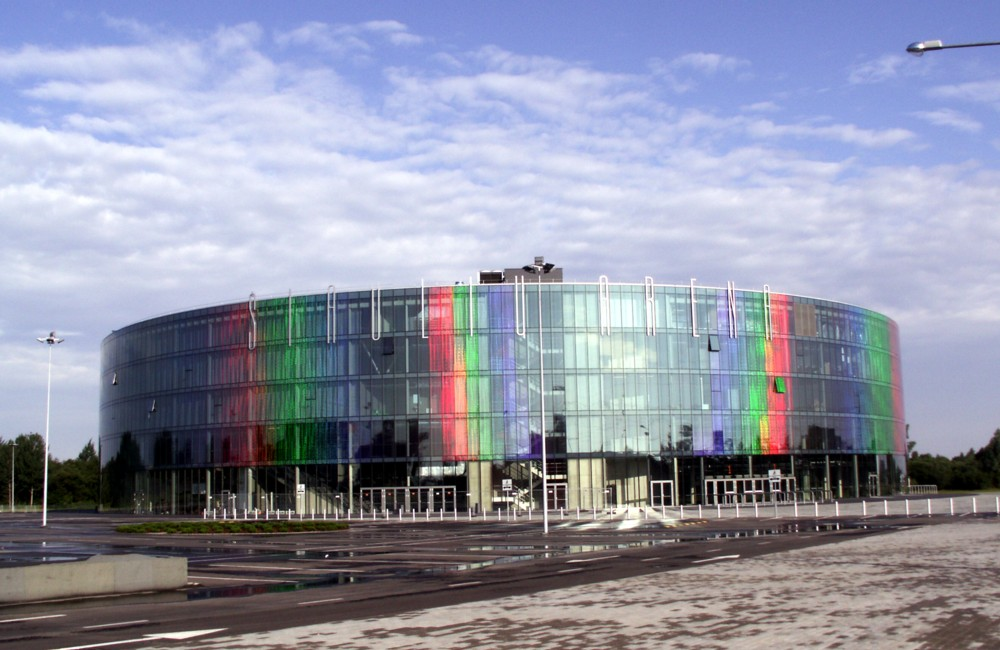
Šiauliai Arena (5.700)
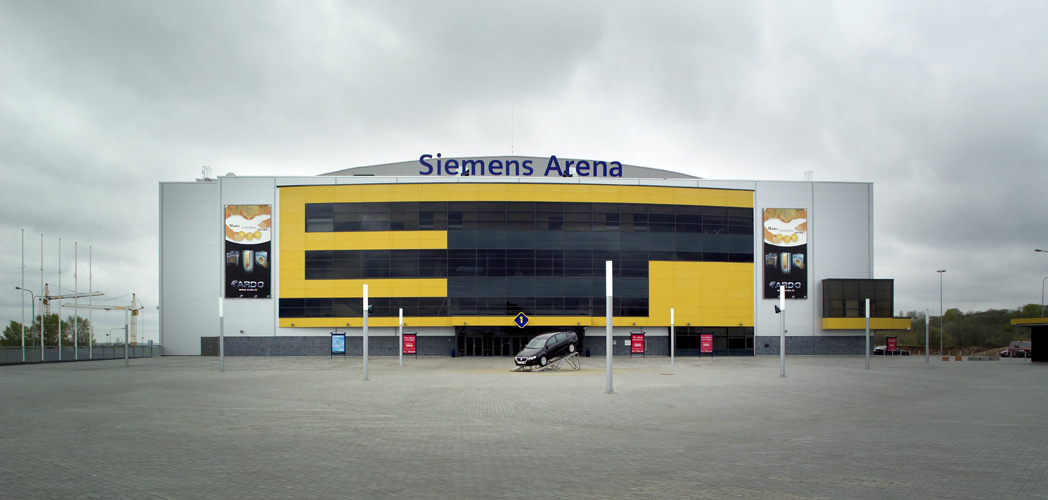
Siemens Arena (11.000)

## Países Participantes
| Classificação                            | País                 |
| ---------------------------------------- | -------------------- |
| País Sede                                | Lituânia             |
| Participantes do Campeonato Mundial 2010 | Alemanha             |
| Participantes do Campeonato Mundial 2010 | Grécia               |
| Participantes do Campeonato Mundial 2010 | França               |
| Participantes do Campeonato Mundial 2010 | Rússia               |
| Participantes do Campeonato Mundial 2010 | Croácia              |
| Participantes do Campeonato Mundial 2010 | Sérvia               |
| Participantes do Campeonato Mundial 2010 | Turquia              |
| Participantes do Campeonato Mundial 2010 | Espanha              |
| Participantes do Campeonato Mundial 2010 | Eslovênia            |
| Classificado nas eliminatórias           | Bélgica              |
| Classificado nas eliminatórias           | Grã-Bretanha         |
| Classificado nas eliminatórias           | Israel               |
| Classificado nas eliminatórias           | Macedônia            |
| Classificado nas eliminatórias           | Letônia Montenegro   |
| Convite da FIBA Europa                   | Bósnia e Herzegovina |
| Convite da FIBA Europa                   | Bulgária             |
| Convite da FIBA Europa                   | Geórgia              |
| Convite da FIBA Europa                   | Itália               |
| Convite da FIBA Europa                   | Polônia              |
| Convite da FIBA Europa                   | Ucrânia              |
| Eliminatória Adicional                   | Finlândia            |
| Eliminatória Adicional                   | Portugal             |

## Fase de Grupos

### Grupo A
| Seleção      | J | V | D | P+  | P-  | Avg   | Pts |
| ------------ | - | - | - | --- | --- | ----- | --- |
| Espanha      | 5 | 4 | 1 | 404 | 364 | 1.109 | 9   |
| Lituânia     | 5 | 4 | 1 | 429 | 374 | 1.147 | 9   |
| Turquia      | 5 | 3 | 2 | 385 | 333 | 1.156 | 8   |
| Grã Bretanha | 5 | 2 | 3 | 372 | 410 | 0.907 | 7   |
| Polônia      | 5 | 2 | 3 | 372 | 424 | 0.945 | 7   |
| Portugal     | 5 | 0 | 5 | 344 | 430 | 0.800 | 5   |

| 31 de Agosto 15:15 | Relatório | Espanha                                       | 83–78 | Polônia |  | Cido Arena, Panevėžys Público: 1 500 |  |
| 31 de Agosto 15:15 | Relatório | Placar por quarto: 22-15, 22-16, 17-21, 22-26 |       |         |  | Cido Arena, Panevėžys Público: 1 500 |  |

| 31 de Agosto 17:45 | Relatório | Turquia                                      | 79–56 | Portugal |  | Cido Arena, Panevėžys Público: 1 800 |  |
| 31 de Agosto 17:45 | Relatório | Placar por quarto: 15-9, 24-18, 25-11, 15-18 |       |          |  | Cido Arena, Panevėžys Público: 1 800 |  |

| 31 de Agosto 21:00 | Relatório | Lituânia                                     | 80–69 | Grã Bretanha |  | Cido Arena, Panevėžys Público: 6 900 |  |
| 31 de Agosto 21:00 | Relatório | Placar por quarto: 19-18, 30-21, 5-18, 26-12 |       |              |  | Cido Arena, Panevėžys Público: 6 900 |  |

| 1 de Setembro 15:15 | Relatório | Portugal                                      | 73–87 | Espanha |  | Cido Arena, Panevėžys Público: 1 000 |  |
| 1 de Setembro 15:15 | Relatório | Placar por quarto: 16-26, 20-27, 16-24, 21-10 |       |         |  | Cido Arena, Panevėžys Público: 1 000 |  |

| 1 de Setembro 17:45 | Relatório | Grã Bretanha                                  | 61–90 | Turquia |  | Cido Arena, Panevėžys Público: 1 100 |  |
| 1 de Setembro 17:45 | Relatório | Placar por quarto: 10-22, 16-22, 17-20, 18-26 |       |         |  | Cido Arena, Panevėžys Público: 1 100 |  |

| 1 de Setembro 21:00 | Relatório | Polônia                                       | 77–97 | Lituânia |  | Cido Arena, Panevėžys Público: 6 900 |  |
| 1 de Setembro 21:00 | Relatório | Placar por quarto: 20-25, 18-28, 14-23, 25-21 |       |          |  | Cido Arena, Panevėžys Público: 6 900 |  |

| 2 de Setembro 15:15 | Relatório | Espanha                                       | 86–69 | Grã Bretanha |  | Cido Arena, Panevėžys Público: 1 300 |  |
| 2 de Setembro 15:15 | Relatório | Placar por quarto: 19-16, 19-16, 22-13, 26-24 |       |              |  | Cido Arena, Panevėžys Público: 1 300 |  |

| 2 de Setembro 17:45 | Relatório | Portugal                                      | 73–81 | Polônia |  | Cido Arena, Panevėžys Público: 1 500 |  |
| 2 de Setembro 17:45 | Relatório | Placar por quarto: 13-10, 23-19, 13-20, 24-32 |       |         |  | Cido Arena, Panevėžys Público: 1 500 |  |

| 2 de Setembro 21:00 | Relatório | Turquia                                       | 68–75 | Lituânia |  | Cido Arena, Panevėžys Público: 6 900 |  |
| 2 de Setembro 21:00 | Relatório | Placar por quarto: 17-19, 18-13, 14-19, 19-24 |       |          |  | Cido Arena, Panevėžys Público: 6 900 |  |

| 4 de Setembro 15:15 | Relatório | Grã Bretanha                                  | 85–73 | Portugal |  | Cido Arena, Panevėžys Público: 900 |  |
| 4 de Setembro 15:15 | Relatório | Placar por quarto: 16-16, 28-18, 15-11, 26-28 |       |          |  | Cido Arena, Panevėžys Público: 900 |  |

| 4 de Setembro 17:45 | Relatório | Polônia                                       | 84–83 | Turquia |  | Cido Arena, Panevėžys Público: 1 300 |  |
| 4 de Setembro 17:45 | Relatório | Placar por quarto: 17-14, 22-21, 22-27, 23-21 |       |         |  | Cido Arena, Panevėžys Público: 1 300 |  |

| 4 de Setembro 21:00 | Relatório | Lituânia                                      | 79–91 | Espanha |  | Cido Arena, Panevėžys Público: 7 000 |  |
| 4 de Setembro 21:00 | Relatório | Placar por quarto: 12-31, 24-31, 23-19, 20-10 |       |         |  | Cido Arena, Panevėžys Público: 7 000 |  |

| 5 de Setembro 15:15 | Relatório | Grã Bretanha                                  | 88–81 | Polônia |  | Cido Arena, Panevėžys Público: 800 |  |
| 5 de Setembro 15:15 | Relatório | Placar por quarto: 18-17, 21-14, 16-25, 33-25 |       |         |  | Cido Arena, Panevėžys Público: 800 |  |

| 5 de Setembro 17:45 | Relatório | Espanha                                      | 57–65 | Turquia |  | Cido Arena, Panevėžys Público: 3 500 |  |
| 5 de Setembro 17:45 | Relatório | Placar por quarto: 19-10, 19-25, 17-14, 2-16 |       |         |  | Cido Arena, Panevėžys Público: 3 500 |  |

| 5 de Setembro 21:00 | Relatório | Portugal                                      | 69–98 | Lituânia |  | Cido Arena, Panevėžys Público: 5 684 |  |
| 5 de Setembro 21:00 | Relatório | Placar por quarto: 16-28, 19-13, 15-27, 19-30 |       |          |  | Cido Arena, Panevėžys Público: 5 684 |  |

### Grupo B
| Seleção  | J | V | D | P+  | P-  | Avg   | Pts |
| -------- | - | - | - | --- | --- | ----- | --- |
| França   | 5 | 5 | 0 | 438 | 391 | 1.120 | 10  |
| Sérvia   | 5 | 4 | 1 | 432 | 386 | 1.119 | 9   |
| Alemanha | 5 | 3 | 2 | 377 | 357 | 1.056 | 8   |
| Israel   | 5 | 2 | 3 | 399 | 448 | 0.891 | 7   |
| Itália   | 5 | 1 | 4 | 380 | 405 | 0.938 | 6   |
| Letônia  | 5 | 0 | 5 | 385 | 424 | 0.908 | 5   |

| 31 de Agosto 15:15 | Relatório | Sérvia                                        | 80–68 | Itália |  | Šiaulių Arena, Šiauliai Público: 2 200 |  |
| 31 de Agosto 15:15 | Relatório | Placar por quarto: 10-18, 25-11, 22-24, 23-15 |       |        |  | Šiaulių Arena, Šiauliai Público: 2 200 |  |

| 31 de Agosto 17:45 | Relatório | França                                        | 89–78 | Letônia |  | Šiaulių Arena, Šiauliai Público: 2 400 |  |
| 31 de Agosto 17:45 | Relatório | Placar por quarto: 18-25, 22-16, 23-18, 26-19 |       |         |  | Šiaulių Arena, Šiauliai Público: 2 400 |  |

| 31 de Agosto 21:00 | Relatório | Alemanha                                      | 91–64 | Israel |  | Šiaulių Arena, Šiauliai Público: 2 600 |  |
| 31 de Agosto 21:00 | Relatório | Placar por quarto: 15-14, 25-12, 27-17, 26-21 |       |        |  | Šiaulių Arena, Šiauliai Público: 2 600 |  |

| 1 de Setembro 15:15 | Relatório | Letônia                                      | 77–92 | Sérvia |  | Šiaulių Arena, Šiauliai Público: 1 300 |  |
| 1 de Setembro 15:15 | Relatório | Placar por quarto: 7-23, 26-15, 25-32, 19-22 |       |        |  | Šiaulių Arena, Šiauliai Público: 1 300 |  |

| 1 de Setembro 17:45 | Relatório | Israel                                        | 68–85 | França |  | Šiaulių Arena, Šiauliai Público: 2 100 |  |
| 1 de Setembro 17:45 | Relatório | Placar por quarto: 14-24, 21-18, 13-22, 20-21 |       |        |  | Šiaulių Arena, Šiauliai Público: 2 100 |  |

| 1 de Setembro 21:00 | Relatório | Itália                                        | 62–76 | Alemanha |  | Šiaulių Arena, Šiauliai Público: 2 200 |  |
| 1 de Setembro 21:00 | Relatório | Placar por quarto: 18-16, 12-20, 15-10, 17-30 |       |          |  | Šiaulių Arena, Šiauliai Público: 2 200 |  |

| 2 de Setembro 15:15 | Relatório | Sérvia                                        | 89–80 | Israel |  | Šiaulių Arena, Šiauliai Público: 1 400 |  |
| 2 de Setembro 15:15 | Relatório | Placar por quarto: 22-25, 13-16, 23-23, 31-16 |       |        |  | Šiaulių Arena, Šiauliai Público: 1 400 |  |

| 2 de Setembro 17:45 | Relatório | Letônia                                      | 62–71 | Itália |  | Šiaulių Arena, Šiauliai Público: 2 100 |  |
| 2 de Setembro 17:45 | Relatório | Placar por quarto: 21-18, 12-13, 20-24, 9-16 |       |        |  | Šiaulių Arena, Šiauliai Público: 2 100 |  |

| 2 de Setembro 21:00 | Relatório | França                                        | 76–65 | Alemanha |  | Šiaulių Arena, Šiauliai Público: 2 300 |  |
| 2 de Setembro 21:00 | Relatório | Placar por quarto: 12-16, 17-12, 29-12, 18-25 |       |          |  | Šiaulių Arena, Šiauliai Público: 2 300 |  |

| 4 de Setembro 15:15 | Relatório | Israel                                        | 91–88 | Letônia |  | Šiaulių Arena, Šiauliai Público: 2 400 |  |
| 4 de Setembro 15:15 | Relatório | Placar por quarto: 23-22, 24-23, 19-22, 25-21 |       |         |  | Šiaulių Arena, Šiauliai Público: 2 400 |  |

| 4 de Setembro 17:45 | Relatório | Itália                                        | 84–91 | França |  | Šiaulių Arena, Šiauliai Público: 3 200 |  |
| 4 de Setembro 17:45 | Relatório | Placar por quarto: 23-20, 25-21, 19-19, 17-31 |       |        |  | Šiaulių Arena, Šiauliai Público: 3 200 |  |

| 4 de Setembro 21:00 | Relatório | Alemanha                                      | 64–75 | Sérvia |  | Šiaulių Arena, Šiauliai Público: 3 400 |  |
| 4 de Setembro 21:00 | Relatório | Placar por quarto: 10-17, 18-21, 13-19, 23-18 |       |        |  | Šiaulių Arena, Šiauliai Público: 3 400 |  |

| 5 de Setembro 15:15 | Relatório | Israel                                                  | 96–95 | Itália | OT | Šiaulių Arena, Šiauliai Público: 2 000 |  |
| 5 de Setembro 15:15 | Relatório | Placar por quarto: 27-26, 22-15, 30-19, 5-24, OT: 12-11 |       |        | OT | Šiaulių Arena, Šiauliai Público: 2 000 |  |

| 5 de Setembro 17:45 | Relatório | Letônia                                       | 80–81 | Alemanha |  | Šiaulių Arena, Šiauliai Público: 4 000 |  |
| 5 de Setembro 17:45 | Relatório | Placar por quarto: 14-15, 19-18, 15-23, 32-25 |       |          |  | Šiaulių Arena, Šiauliai Público: 4 000 |  |

| 5 de Setembro 21:00 | Relatório | Sérvia                                                   | 96–97 | França | OT | Šiaulių Arena, Šiauliai Público: 4 000 |  |
| 5 de Setembro 21:00 | Relatório | Placar por quarto: 25-24, 16-19, 23-19, 16-18, OT: 16-17 |       |        | OT | Šiaulių Arena, Šiauliai Público: 4 000 |  |

### Grupo C
| Seleção              | J | V | D | P+  | P-  | Avg   | Pts |
| -------------------- | - | - | - | --- | --- | ----- | --- |
| Macedônia            | 5 | 4 | 1 | 362 | 337 | 1.074 | 9   |
| Grécia               | 5 | 4 | 1 | 360 | 324 | 1.129 | 9   |
| Finlândia            | 5 | 2 | 3 | 373 | 366 | 1.019 | 7   |
| Croácia              | 5 | 2 | 3 | 396 | 404 | 0.980 | 7   |
| Bósnia e Herzegovina | 5 | 2 | 3 | 380 | 409 | 0.929 | 7   |
| Montenegro           | 5 | 1 | 4 | 357 | 388 | 0.921 | 6   |

| 31 de Agosto 15:30 | Relatório | Montenegro                                             | 70–65 | Macedônia | OT | Alytus Arena, Alytus Público: 700 |  |
| 31 de Agosto 15:30 | Relatório | Placar por quarto: 15-14, 10-16, 24-19, 12-12, OT: 9-4 |       |           | OT | Alytus Arena, Alytus Público: 700 |  |

| 31 de Agosto 18:00 | Relatório | Grécia                                        | 76–67 | Bósnia e Herzegovina |  | Alytus Arena, Alytus Público: 800 |  |
| 31 de Agosto 18:00 | Relatório | Placar por quarto: 15-17, 16-17, 24-15, 21-18 |       |                      |  | Alytus Arena, Alytus Público: 800 |  |

| 31 de Agosto 21:00 | Relatório | Croácia                                       | 84–79 | Finlândia |  | Alytus Arena, Alytus Público: 800 |  |
| 31 de Agosto 21:00 | Relatório | Placar por quarto: 25-26, 16-17, 19-13, 24-23 |       |           |  | Alytus Arena, Alytus Público: 800 |  |

| 1 de Setembro 15:30 | Relatório | Bósnia e Herzegovina                          | 94–86 | Montenegro |  | Alytus Arena, Alytus Público: 500 |  |
| 1 de Setembro 15:30 | Relatório | Placar por quarto: 25-19, 23-22, 19-27, 27-18 |       |            |  | Alytus Arena, Alytus Público: 500 |  |

| 1 de Setembro 18:00 | Relatório | Finlândia                                     | 61–81 | Grécia |  | Alytus Arena, Alytus Público: 700 |  |
| 1 de Setembro 18:00 | Relatório | Placar por quarto: 14-20, 18-21, 12-16, 17-24 |       |        |  | Alytus Arena, Alytus Público: 700 |  |

| 1 de Setembro 21:00 | Relatório | Macedônia                                     | 78–76 | Croácia |  | Alytus Arena, Alytus Público: 800 |  |
| 1 de Setembro 21:00 | Relatório | Placar por quarto: 21-18, 16-23, 23-21, 18-14 |       |         |  | Alytus Arena, Alytus Público: 800 |  |

| 3 de Setembro 15:30 | Relatório | Finlândia                                    | 92–64 | Bósnia e Herzegovina |  | Alytus Arena, Alytus Público: 1 600 |  |
| 3 de Setembro 15:30 | Relatório | Placar por quarto: 24-20, 18-18, 34-18, 16-8 |       |                      |  | Alytus Arena, Alytus Público: 1 600 |  |

| 3 de Setembro 18:00 | Relatório | Grécia                                        | 58–72 | Macedônia |  | Alytus Arena, Alytus Público: 2 200 |  |
| 3 de Setembro 18:00 | Relatório | Placar por quarto: 18-16, 11-14, 18-20, 11-22 |       |           |  | Alytus Arena, Alytus Público: 2 200 |  |

| 3 de Setembro 21:00 | Relatório | Croácia                                       | 87–81 | Montenegro |  | Alytus Arena, Alytus Público: 2 400 |  |
| 3 de Setembro 21:00 | Relatório | Placar por quarto: 24-16, 22-26, 21-18, 20-21 |       |            |  | Alytus Arena, Alytus Público: 2 400 |  |

| 4 de Setembro 15:30 | Relatório | Macedônia                                     | 72–70 | Finlândia |  | Alytus Arena, Alytus Público: 1 400 |  |
| 4 de Setembro 15:30 | Relatório | Placar por quarto: 20-21, 18-19, 16-18, 18-12 |       |           |  | Alytus Arena, Alytus Público: 1 400 |  |

| 4 de Setembro 18:00 | Relatório | Montenegro                                    | 55–71 | Grécia |  | Alytus Arena, Alytus Público: 1 800 |  |
| 4 de Setembro 18:00 | Relatório | Placar por quarto: 18-21, 13-11, 10-26, 14-13 |       |        |  | Alytus Arena, Alytus Público: 1 800 |  |

| 4 de Setembro 21:00 | Relatório | Bósnia e Herzegovina                         | 92–80 | Croácia |  | Alytus Arena, Alytus Público: 1 900 |  |
| 4 de Setembro 21:00 | Relatório | Placar por quarto: 28-28, 15-8, 21-23, 28-21 |       |         |  | Alytus Arena, Alytus Público: 1 900 |  |

| 5 de Setembro 15:30 | Relatório | Finlândia                                     | 71–65 | Montenegro |  | Alytus Arena, Alytus Público: 1 350 |  |
| 5 de Setembro 15:30 | Relatório | Placar por quarto: 25-14, 11-26, 21-14, 14-11 |       |            |  | Alytus Arena, Alytus Público: 1 350 |  |

| 5 de Setembro 18:00 | Relatório | Grécia                                        | 74–69 | Croácia |  | Alytus Arena, Alytus Público: 1 200 |  |
| 5 de Setembro 18:00 | Relatório | Placar por quarto: 25-13, 19-14, 14-18, 16-24 |       |         |  | Alytus Arena, Alytus Público: 1 200 |  |

| 5 de Setembro 21:00 | Relatório | Macedônia                                    | 75–63 | Bósnia e Herzegovina |  | Alytus Arena, Alytus Público: 600 |  |
| 5 de Setembro 21:00 | Relatório | Placar por quarto: 16-17, 19-21, 18-9, 22-16 |       |                      |  | Alytus Arena, Alytus Público: 600 |  |

### Grupo D

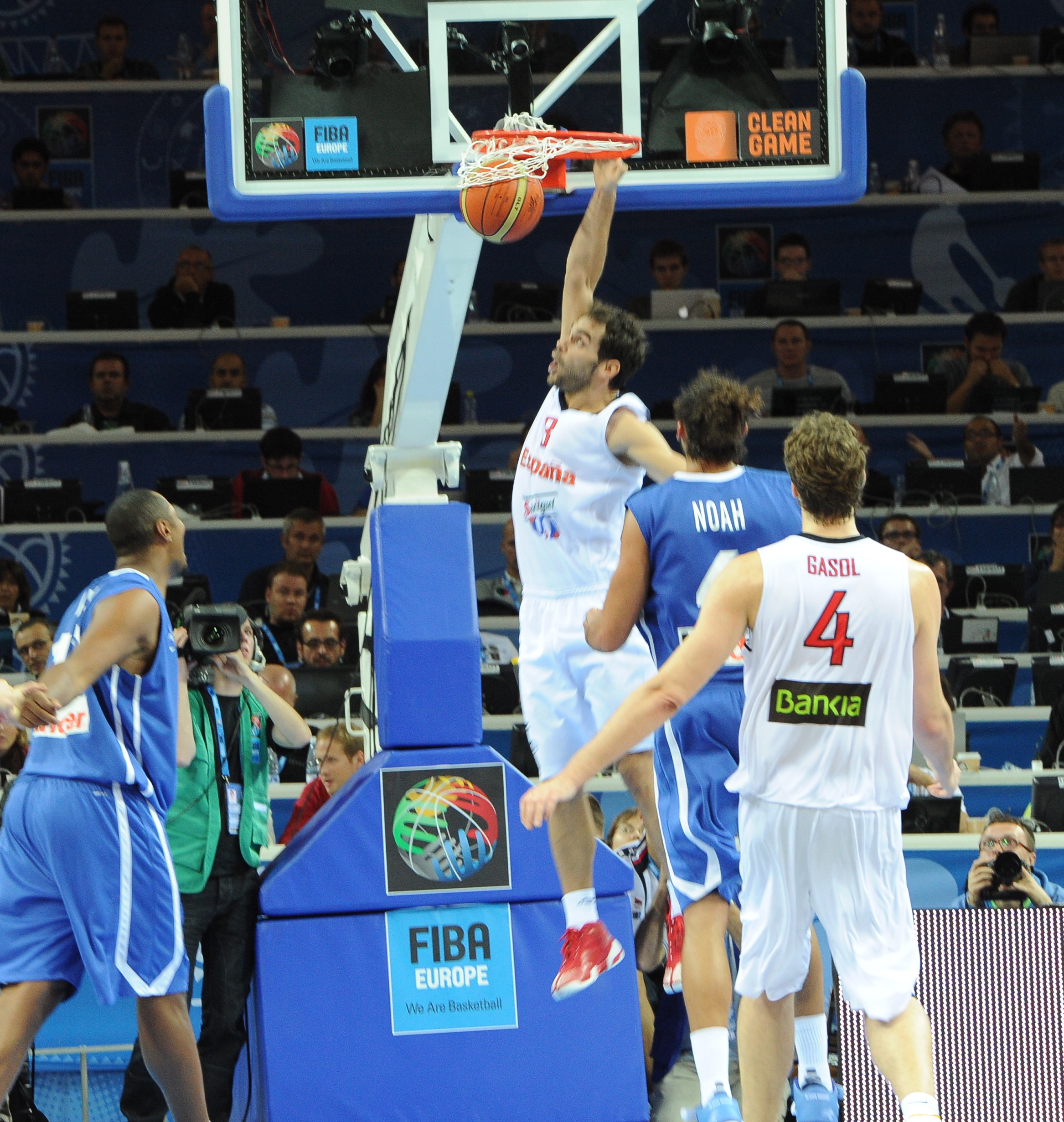
Final: Espanha vs. França

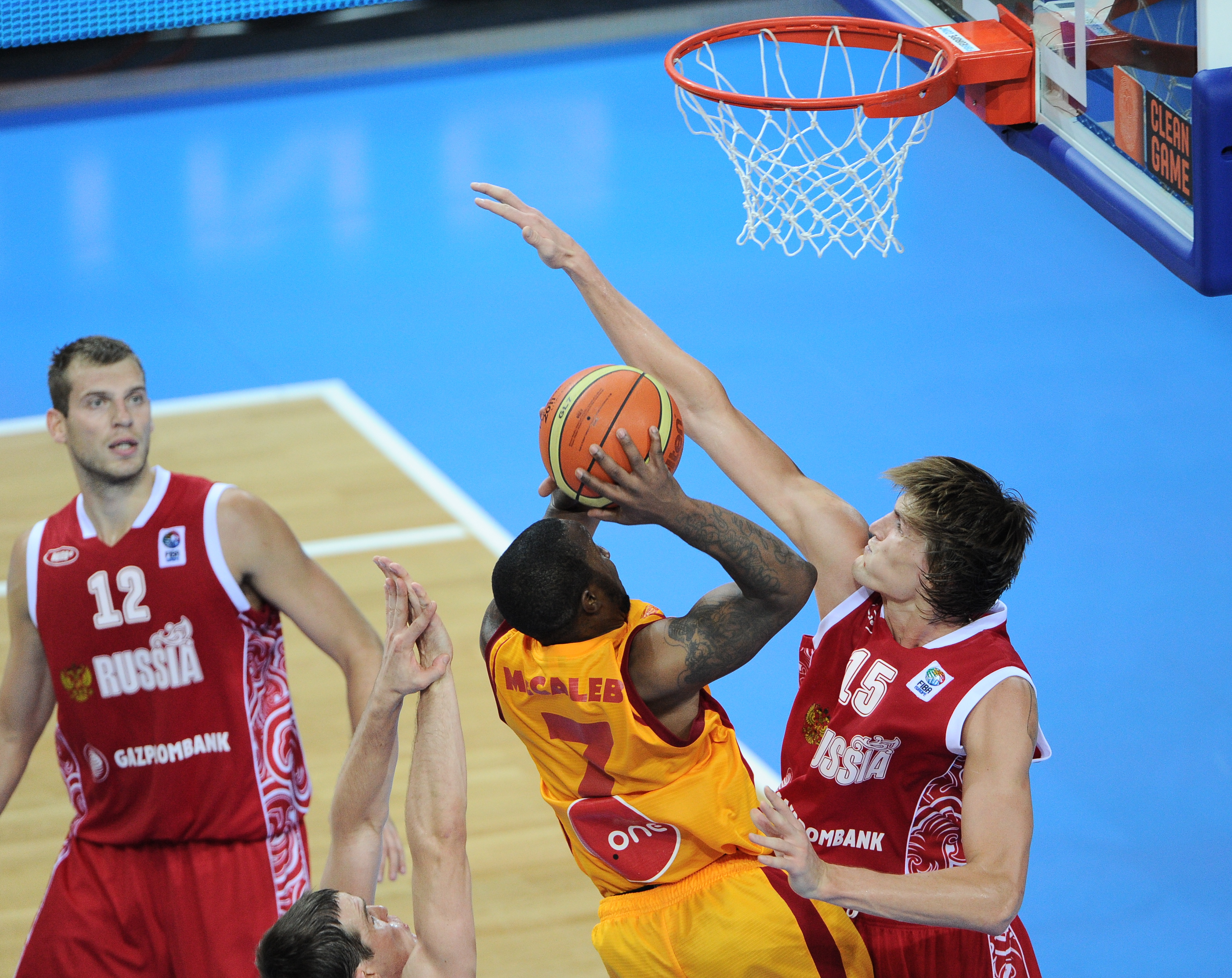
Decisão da Medalha de Bronze: Macedônia vs. Rússia

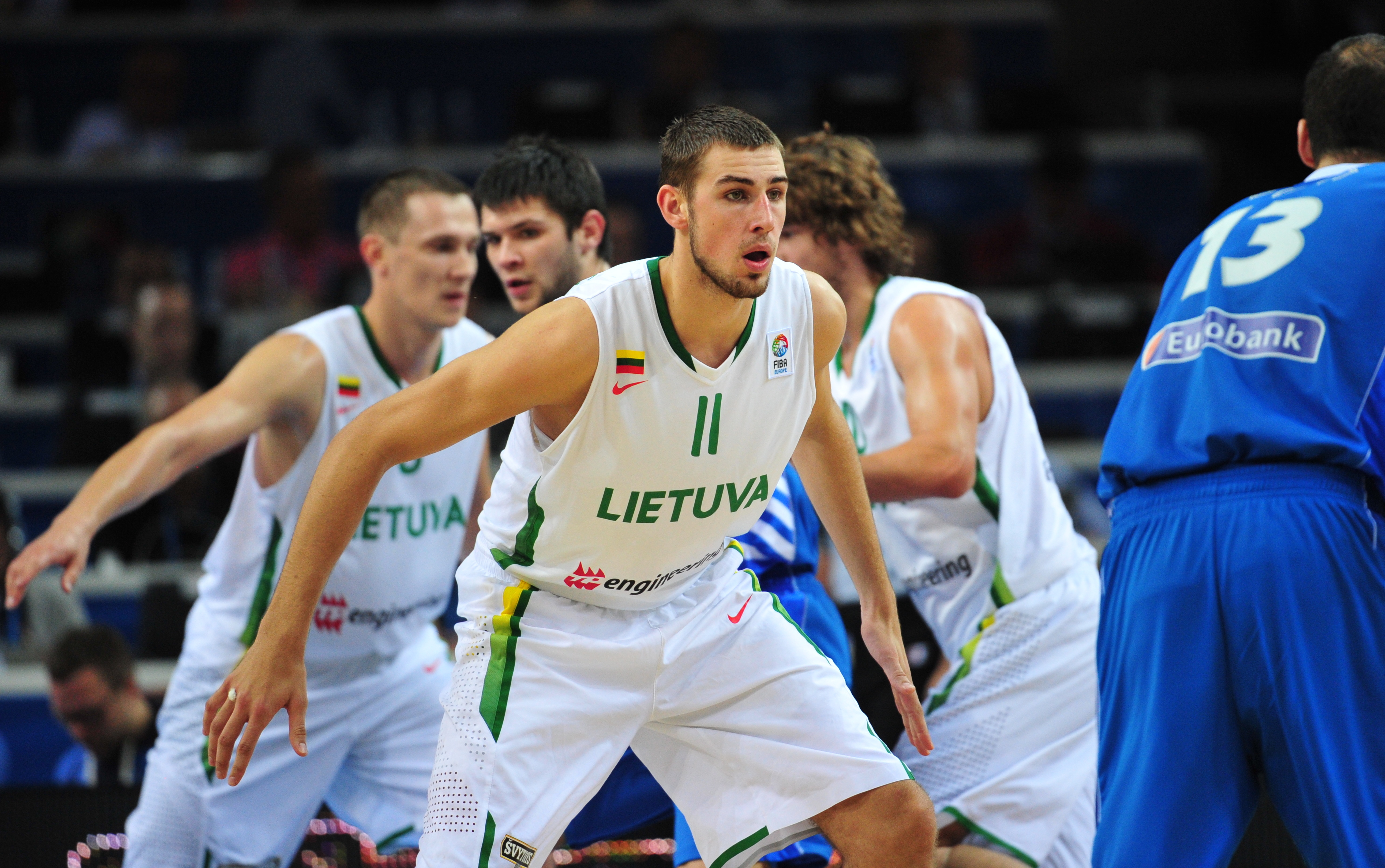
Decisão do Quinto Lugar: Lituânia vs. Grécia

| Seleção   | J | V | D | P+  | P-  | Avg   | Pts |
| --------- | - | - | - | --- | --- | ----- | --- |
| Rússia    | 5 | 5 | 0 | 371 | 321 | 1.155 | 10  |
| Eslovênia | 5 | 4 | 1 | 356 | 324 | 1.098 | 9   |
| Geórgia   | 5 | 2 | 3 | 352 | 343 | 1.026 | 7   |
| Bulgária  | 5 | 2 | 3 | 339 | 357 | 0.949 | 7   |
| Ucrânia   | 5 | 2 | 3 | 380 | 409 | 0.984 | 7   |
| Bélgica   | 5 | 0 | 5 | 304 | 372 | 0.817 | 5   |

| 31 de Agosto 15:30 | Relatório | Bélgica                                       | 59–81 | Geórgia |  | Švyturys Arena, Klaipeda Público: 1 800 |  |
| 31 de Agosto 15:30 | Relatório | Placar por quarto: 11-20, 13-17, 18-21, 17-23 |       |         |  | Švyturys Arena, Klaipeda Público: 1 800 |  |

| 31 de Agosto 18:00 | Relatório | Eslovênia                                     | 67–59 | Bulgária |  | Švyturys Arena, Klaipeda Público: 1 300 |  |
| 31 de Agosto 18:00 | Relatório | Placar por quarto: 17-13, 12-12, 18-15, 20-19 |       |          |  | Švyturys Arena, Klaipeda Público: 1 300 |  |

| 31 de Agosto 21:00 | Relatório | Rússia                                        | 73–64 | Ucrânia |  | Švyturys Arena, Klaipeda Público: 2 300 |  |
| 31 de Agosto 21:00 | Relatório | Placar por quarto: 15-11, 13-13, 25-26, 20-14 |       |         |  | Švyturys Arena, Klaipeda Público: 2 300 |  |

| 1 de Setembro 15:30 | Relatório | Bulgária                                      | 68–65 | Bélgica |  | Švyturys Arena, Klaipeda Público: 1 000 |  |
| 1 de Setembro 15:30 | Relatório | Placar por quarto: 14-13, 18-20, 24-19, 12-13 |       |         |  | Švyturys Arena, Klaipeda Público: 1 000 |  |

| 1 de Setembro 18:00 | Relatório | Geórgia                                       | 58–65 | Rússia |  | Švyturys Arena, Klaipeda Público: 2 100 |  |
| 1 de Setembro 18:00 | Relatório | Placar por quarto: 16-20, 11-20, 18-12, 13-13 |       |        |  | Švyturys Arena, Klaipeda Público: 2 100 |  |

| 1 de Setembro 21:00 | Relatório | Ucrânia                                      | 64–68 | Eslovênia |  | Švyturys Arena, Klaipeda Público: 2 800 |  |
| 1 de Setembro 21:00 | Relatório | Placar por quarto: 12-18, 8-23, 18-16, 26-11 |       |           |  | Švyturys Arena, Klaipeda Público: 2 800 |  |

| 3 de Setembro 15:30 | Relatório | Ucrânia                                       | 67–56 | Bulgária |  | Švyturys Arena, Klaipeda Público: 900 |  |
| 3 de Setembro 15:30 | Relatório | Placar por quarto: 16-14, 18-11, 19-13, 14-18 |       |          |  | Švyturys Arena, Klaipeda Público: 900 |  |

| 3 de Setembro 18:00 | Relatório | Eslovênia                                     | 87–75 | Geórgia |  | Švyturys Arena, Klaipeda Público: 2 500 |  |
| 3 de Setembro 18:00 | Relatório | Placar por quarto: 15-25, 25-15, 19-18, 28-17 |       |         |  | Švyturys Arena, Klaipeda Público: 2 500 |  |

| 3 de Setembro 21:00 | Relatório | Rússia                                        | 79–58 | Bélgica |  | Švyturys Arena, Klaipeda Público: 2 000 |  |
| 3 de Setembro 21:00 | Relatório | Placar por quarto: 21-16, 16-16, 20-16, 22-10 |       |         |  | Švyturys Arena, Klaipeda Público: 2 000 |  |

| 4 de Setembro 15:30 | Relatório | Geórgia                                      | 69–53 | Ucrânia |  | Švyturys Arena, Klaipeda Público: 1 400 |  |
| 4 de Setembro 15:30 | Relatório | Placar por quarto: 10-17, 20-16, 21-11, 18-9 |       |         |  | Švyturys Arena, Klaipeda Público: 1 400 |  |

| 4 de Setembro 18:00 | Relatório | Bulgária                                      | 77–89 | Rússia |  | Švyturys Arena, Klaipeda Público: 2 100 |  |
| 4 de Setembro 18:00 | Relatório | Placar por quarto: 18-23, 20-19, 21-25, 18-22 |       |        |  | Švyturys Arena, Klaipeda Público: 2 100 |  |

| 4 de Setembro 21:00 | Relatório | Bélgica                                       | 61–70 | Eslovênia |  | Švyturys Arena, Klaipeda Público: 2 800 |  |
| 4 de Setembro 21:00 | Relatório | Placar por quarto: 15-14, 15-15, 17-21, 14-20 |       |           |  | Švyturys Arena, Klaipeda Público: 2 800 |  |

| 5 de Setembro 15:30 | Relatório | Geórgia                                       | 69–79 | Bulgária |  | Švyturys Arena, Klaipeda Público: 2 000 |  |
| 5 de Setembro 15:30 | Relatório | Placar por quarto: 15-19, 22-15, 18-18, 14-27 |       |          |  | Švyturys Arena, Klaipeda Público: 2 000 |  |

| 5 de Setembro 18:00 | Relatório | Eslovênia                                    | 64–65 | Rússia |  | Švyturys Arena, Klaipeda Público: 4 300 |  |
| 5 de Setembro 18:00 | Relatório | Placar por quarto: 19-16, 21-18, 15-19, 9-12 |       |        |  | Švyturys Arena, Klaipeda Público: 4 300 |  |

| 5 de Setembro 21:00 | Relatório | Ucrânia                                       | 74–61 | Bélgica |  | Švyturys Arena, Klaipeda Público: 1 300 |  |
| 5 de Setembro 21:00 | Relatório | Placar por quarto: 13-16, 30-10, 13-13, 18-22 |       |         |  | Švyturys Arena, Klaipeda Público: 1 300 |  |

## Cruzamentos
|  | Quartas de final  | Quartas de final  |                |        | Semifinais             | Semifinais     |  |  | Final          | Final |
|  |                   |                   |                |        |                        |                |  |  |                |       |
|  | 14 de Setembro    |                   |                |        |                        |                |  |  |                |       |
|  |                   |                   |                |        |                        |                |  |  |                |       |
|  | Espanha           | 86                |                |        |                        |                |  |  |                |       |
|  | Espanha           | 86                | 16 de Setembro |        |                        |                |  |  |                |       |
|  | Eslovênia         | 64                |                |        |                        |                |  |  |                |       |
|  | Eslovênia         | 64                | Espanha        | 92     |                        |                |  |  |                |       |
|  | 14 de Setembro    |                   | Espanha        | 92     |                        |                |  |  |                |       |
|  |                   | Rep. da Macedônia | 80             |        |                        |                |  |  |                |       |
|  | Rep. da Macedônia | Rep. da Macedônia | 80             | 67     |                        |                |  |  |                |       |
|  | Rep. da Macedônia |                   | 18 de Setembro | 67     |                        |                |  |  |                |       |
|  | Lituânia          | 65                |                |        |                        |                |  |  |                |       |
|  | Lituânia          | 65                | Espanha        | 98     |                        |                |  |  |                |       |
|  | 15 de Setembro    |                   | Espanha        | 98     |                        |                |  |  |                |       |
|  |                   | França            | 85             |        |                        |                |  |  |                |       |
|  | França            | França            | 85             | 64     |                        |                |  |  |                |       |
|  | França            | 16 de Setembro    |                | 64     |                        |                |  |  |                |       |
|  | Grécia            | 56                |                |        |                        |                |  |  |                |       |
|  | Grécia            | 56                | França         | 79     | Terceiro lugar         | Terceiro lugar |  |  |                |       |
|  | 15 de Setembro    |                   | França         | 79     | Terceiro lugar         | Terceiro lugar |  |  |                |       |
|  |                   | Rússia            | 71             |        |                        |                |  |  |                |       |
|  | Rússia            | Rússia            | 71             | 77     | República da Macedônia | 68             |  |  |                |       |
|  | Rússia            |                   |                | 77     | República da Macedônia | 68             |  |  |                |       |
|  | Sérvia            | 67                |                | Rússia | 72                     |                |  |  |                |       |
|  | Sérvia            | 67                |                |        | 72                     |                |  |  |                |       |
|  |                   |                   |                |        |                        |                |  |  | 18 de Setembro |       |
|  |                   |                   |                |        |                        |                |  |  |                |       |

Torneio de consolação
|  | Semifinais     | Semifinais     |    |                | Quinto Lugar   | Quinto Lugar |  |
|  |                |                |    |                |                |              |  |
|  | 15 de Setembro |                |    |                |                |              |  |
|  | Eslovênia      | 77             |    |                |                |              |  |
|  | Lituânia       | 80             |    |                |                |              |  |
|  |                |                |    |                |                |              |  |
|  |                |                |    |                | 17 de Setembro |              |  |
|  |                |                |    |                | Lituânia       | 73           |  |
|  |                | Grécia         | 69 |                |                |              |  |
|  |                |                |    |                |                |              |  |
|  |                |                |    |                |                |              |  |
|  |                |                |    |                | Sétimo Lugar   |              |  |
|  | 16 de Setembro | 16 de Setembro |    | 17 de Setembro | 17 de Setembro |              |  |
|  | Grécia         | 87             |    | Eslovênia      | 72             |              |  |
|  | Sérvia         | 77             |    |                | Sérvia         | 68           |  |

### Quartas de finais
| 14 de Setembro 18:00 | Relatório | Espanha                                      | 86–64 | Eslovênia |  | Žalgiris Arena, Kaunas Público: 11,000 |  |
| 14 de Setembro 18:00 | Relatório | Placar por quarto: 16–23, 19–8, 36–14, 15–19 |       |           |  | Žalgiris Arena, Kaunas Público: 11,000 |  |

| 14 de Setembro 21:00 | Relatório | República da Macedônia                        | 67–65 | Lituânia |  | Žalgiris Arena, Kaunas Público: 15,000 |  |
| 14 de Setembro 21:00 | Relatório | Placar por quarto: 18–20, 12–14, 19–18, 18–13 |       |          |  | Žalgiris Arena, Kaunas Público: 15,000 |  |

| 15 de Setembro 18:00 | Relatório | França                                        | 64–56 | Grécia |  | Žalgiris Arena, Kaunas Público: 9,000 |  |
| 15 de Setembro 18:00 | Relatório | Placar por quarto: 14–17, 13–14, 13–12, 24–13 |       |        |  | Žalgiris Arena, Kaunas Público: 9,000 |  |

| 15 de Setembro 21:00 | Relatório | Rússia                                        | 77–67 | Sérvia |  | Žalgiris Arena, Kaunas Público: 11,500 |  |
| 15 de Setembro 21:00 | Relatório | Placar por quarto: 16–12, 18–15, 20–21, 23–19 |       |        |  | Žalgiris Arena, Kaunas Público: 11,500 |  |

### Classificação 5º ao 8º
| 15 de Setembro 15:30 | Relatório | Eslovênia                                     | 77–80 | Lituânia |  | Žalgiris Arena, Kaunas Público: 11,000 |  |
| 15 de Setembro 15:30 | Relatório | Placar por quarto: 20–19, 13–25, 24–19, 20–17 |       |          |  | Žalgiris Arena, Kaunas Público: 11,000 |  |

| 16 de Setembro 15:00 | Relatório | Grécia                                       | 87–77 | Sérvia |  | Žalgiris Arena, Kaunas Público: 1,500 |  |
| 16 de Setembro 15:00 | Relatório | Placar por quarto: 34–8, 14–18, 16–22, 23–29 |       |        |  | Žalgiris Arena, Kaunas Público: 1,500 |  |

### Semifinais
| 16 de Setembro 17:30 | Relatório | Espanha                                       | 92–80 | República da Macedônia |  | Žalgiris Arena, Kaunas Público: 11,000 |  |
| 16 de Setembro 17:30 | Relatório | Placar por quarto: 26–18, 18–27, 27–17, 21–18 |       |                        |  | Žalgiris Arena, Kaunas Público: 11,000 |  |

| 16 de Setembro 21:00 | Relatório | França                                        | 79–71 | Rússia |  | Žalgiris Arena, Kaunas Público: 14,000 |  |
| 16 de Setembro 21:00 | Relatório | Placar por quarto: 17–16, 22–18, 16–13, 24–24 |       |        |  | Žalgiris Arena, Kaunas Público: 14,000 |  |

### Decisão do 7º Lugar
| 17 de Setembro 18:00 | Relatório | Eslovênia                                    | 72–68 | Sérvia |  | Žalgiris Arena, Kaunas Público: 5,000 |  |
| 17 de Setembro 18:00 | Relatório | Placar por quarto: 27–20, 17–19, 20–12, 8–17 |       |        |  | Žalgiris Arena, Kaunas Público: 5,000 |  |

### Decisão do 5º Lugar
| 17 de Setembro 21:00 | Relatório | Lituânia                                      | 73–69 | Grécia |  | Žalgiris Arena, Kaunas Público: 14,000 |  |
| 17 de Setembro 21:00 | Relatório | Placar por quarto: 14–20, 18–17, 24–11, 17–21 |       |        |  | Žalgiris Arena, Kaunas Público: 14,000 |  |

### Decisão de 3º Lugar
| 18 de Setembro 17:30 | Relatório | República da Macedônia                        | 68–72 | Rússia |  | Žalgiris Arena, Kaunas Público: 11,000 |  |
| 18 de Setembro 17:30 | Relatório | Placar por quarto: 13–17, 17–19, 20–16, 18–20 |       |        |  | Žalgiris Arena, Kaunas Público: 11,000 |  |

### Final
| 18 de Setembro 21:00 | Report | Espanha                                       | 98–85 | França |  | Žalgiris Arena, Kaunas Público: 14,500 |  |
| 18 de Setembro 21:00 | Report | Placar por quarto: 25–20, 25–21, 25–21, 23–23 |       |        |  | Žalgiris Arena, Kaunas Público: 14,500 |  |

| EuroBasket 2011 Campeões |
| ------------------------ |
| Espanha 2º Titulo        |